# Salganea passaloides
Salganea passaloides es una especie de cucaracha del género Salganea, familia Blaberidae.

## Distribución
Esta especie se encuentra en Sri Lanka e India.